# Ґосцинко
Ґосцинко (пол. Gościnko) — село в Польщі, у гміні Карліно Білоґардського повіту Західнопоморського воєводства.
Населення — 148 осіб (2011).
У 1975-1998 роках село належало до Кошалінського воєводства.

## Демографія
Демографічна структура станом на 31 березня 2011 року:
|          | Загалом | Допрацездатний вік | Працездатний вік | Постпрацездатний вік |
| -------- | ------- | ------------------ | ---------------- | -------------------- |
| Чоловіки | 74      | 22                 | 47               | 5                    |
| Жінки    | 74      | 14                 | 47               | 13                   |
| Разом    | 148     | 36                 | 94               | 18                   |